# Captive (film 2012)
Captive è un film del 2012 diretto da Brillante Mendoza.